# Argumento ad logicam
En lógica, el argumento ad logicam, argumentum ad logicam o argumento desde la falacia es una forma de razonamiento falaz que consiste en afirmar la falsedad de algo solo porque surge de un razonamiento contrario a la lógica o de una falacia. Esto es falaz debido a que la validez o invalidez de un razonamiento no determina necesariamente la falsedad o verdad de su conclusión.

## Ejemplos

#### Ejemplo 1
- A: «Los gatos tienen pelos y, como Félix tiene pelos, entonces es un gato». No (non sequitur).
- B: «Que tenga pelos no demuestra que sea gato, pues bien podría ser un perro u otro animal». Sí (refutación válida). «Así que no es un gato». No (argumento ad logicam).
- A: «Pero Félix es mi gato». Premisa, proposición verdadera o falsa.

Si bien no se sigue que Félix sea un gato debido a que tenga pelos, B cometió el error de concluir que Félix no es un gato solo porque el argumento inicial fue equivocado. Esto no significa que A tenga razón, dado que, si no se aducen argumentos y pruebas válidas, la identidad de Félix seguirá siendo una interrogante.

#### Ejemplo 2
- A: «Dices que el coche está aparcado en la primera planta, pero yo creo que está en la tercera; así que debe de estar en la segunda».

Si se diese la casualidad de que estuviese en la segunda planta, el razonamiento continuaría siendo falaz, ya que sería mera coincidencia. Que sea una falacia depende del razonamiento, no de la conclusión.

#### Ejemplo 3
- A: La raíz cuadrada de 2 es irracional, porque así lo dijo Euclides.
- B: Tu razonamiento es falaz; por tanto, la raíz cuadrada de 2 no es irracional.

Si bien es cierto que A ha cometido la falacia ad verecundiam, B comete otra falacia al asumir que la raíz cuadrada de 2 no es irracional sobre la base de que quien lo ha dicho ha cometido una falacia.